# Нижнебельско-икский говор
Нижнебельско-икский говор (нижнебельский, нижнебельско-ыкский, икско-нижнебельский) — один из говоров северо-западного (западного) диалекта башкирского языка.

## Ареал распространения
Нижнебельско-икский говор распространен на территории Бакалинского, Бижбулякского, Благоварского, Буздякского, Дюртюлинского, Ермекеевского, Илишевского, Краснокамского, Кушнаренковского, Туймазинского, Чекмагушевского, Шаранского районов Республики Башкортостан, а также восточных районов Республики Татарстан (Азнакаевского, Актанышского, Альметьевского, Бавлинского и др.). Носителями нижнебельско-икского говора являются башкиры родов байлар, буляр, гэрэ, елан, канглы, каршин, кыргыз, уран и др..

## История изучения и классификация
В 1920—1930-х годах началось планомерное исследование башкирского разговорного языка. В 1934 году экспедиция под руководством Г. Я. Давлетшина и в составе Т. Г. Баишева, З. Ш. Шакирова и У. Хусни обследовали около 30 башкирских сёл. Исследователи пришли к выводу что обследованные говоры «несомненно являются говорами башкирского языка». В 1940 году была выдвинута концепция о существовании трёх диалектов башкирского языка: восточного, западного и южного, которую поддерживал один из основоположников башкирского языкознания Н. К. Дмитриев.
В 1954 году состоялась ещё одна экспедиция под руководством Т. Г. Баишева в северо-западные районы Башкирской АССР. В итоговом отчёте исследователи пришли к выводу что западный диалект сохранил специфику башкирского языка, а «его словарный фонд и морфология свидетельствуют о том, что над ним превалирует и его подчиняет себе единый и общий башкирский язык». Учёные рекомендовали перевести обучение в школах исследуемых регионов на башкирский язык, которое было проигнорировано властями. Впоследствии материалы экспедиции были использованы в монографии Т. Г. Баишева «Башкирские диалекты в их отношении к литературному языку», где автор делит башкирский язык по фонетическим признакам на 7 наречий, а язык башкир, живущих к северу-западу и западу от г. Уфы относит к наречиям [ҙ] и [с]. В 1960—1970-е годы был выдвинут тезис о том, что «башкиры, проживающие в западных и северо-западных районах Башкортостана, разговаривают на среднем диалекте татарского языка». В позднейших публикациях данная диалектная зона отмечалась как «переходный говор».
1960—1970-х годах продолжались работы по изучению разговорной речи башкир северных и западных районов Башкирской АССР, юга Пермской области и востока Татарской АССР. 1987 году вышел 3-й том словаря башкирских говоров, посвященный западном диалекту башкирского языка. Нижнебельско-икский говор наиболее подробно был рассмотрен в монографии С. Ф. Миржановой «Северо-западный диалект башкирского языка».

## Лингвистическая характеристика

### Фонетика
Характерной особенностью нижнебельско-икского говора является:
- употребление фонемы [ð] (ҙ) вместо начального и серединного [d] и [t] литературного языка: диал. [ð]оға — лит. [d]оға (молитва), диал. [ð]ары — лит. [t]ары (просо).
- употребление фонемы [ð] вместо [z] литературного языка, как и в кизильском говоре южного диалекта: диал. аб[ð]ый — лит. аб[z]ый (старший брат), диал. Ҡа[ð]ан — лит. Ҡа[z]ан (город), диал. [ð]акир — лит. [z]акир (мужское личное имя), диал. [ð]ыйарат — лит. [z]ыярат (кладбище).
- соответствие общетюркского звука [t͡ʃ] звуку [s] литературного языка: диал. [t͡ʃ]и[t͡ʃ]кә — лит. [s]ә[s]кә (цветок), диал. баҡ[t͡ʃ]а — лит. баҡ[s]а (сад), диал. [t͡ʃ]ын — лит. ы[s]ын (настоящий) и других. С. Ф. Миржанова также отмечает спорадическое употребление литературного [s] по всему северо-западному ареалу башкирского языка и произнесение звука [t͡ʃ] в смягчённой до звука, «произносимого между ч и с»[9].
- употребление мягкого варианта фонемы [ʒ] параллельно с фонемой [j] литературного языка: диал. Ҡаҙан йағына барғаным жуҡ — лит. Ҡазан яғына барғаным юҡ (в сторону Казани я не ездил), диал. донжа — лит. донъя (мир), диал. йаңғыр жауа — лит. ямғыр яуа (дождь идёт).
- сохранение диссимилятивных сочетаний -лт-, -мт-, -рт- в разложимых основах отмечается в северной части нижнебельско-икского говора, которое встречается также в караидельском говоре западного диалекта и в среднем и дёмском говорах южного диалекта: диал. йо[лт]оҙ — лит. йо[нд]оҙ (звезда), диал. йалҡы[лт]ау — лит. ялҡы[лд]ау (блистать), диал. яры[мт]ыҡ — лит. яры [мт]ыҡ (леший) и др. Иногда наблюдается конкуренция диссимилятивных сочетаний с основной формой: балтак/балдаҡ (кольцо), үлте/үлде (умер).
- употребление звука [h] только в арабизмах и фарсизмах, однако и в них отмечается тенденция к его выпадению: диал. [һ]ауа/ауа — лит. [һ]ауа (воздух) и т. д. В остальных случаях данный звук заменяется на общетюркский [s]: диал. [s]ике — лит. [һ]ике (нары), диал. тотороҡ[s]оҙ — лит. тотороҡ[һ]оҙ (несдержанный), диал. бары[s]ы — лит. бары[һ]ы (все), диал. [s]ауыт — лит. [һ]ауыт (посуда).

В говоре фонема [a] выступает в сильно огубленной форме и на слух может восприниматься как [o] с призвуком [а]: диал. б[о]ғана — лит. б[а]ғана (столб), диал. ҡ[о]уш[о]у — лит. ҡ[а]уш[а]у (волноваться), диал. б[о]ҡа — лит. б[а]ҡа (жаба) и так далее.

### Грамматика
Как и все остальные говоры северо-западного и южного диалектов, нижнебельско-икский говор характеризуется четырехвариантной системой аффиксов множественного числа, собирательности и принадлежности, вместо восьмивариативной — восточного диалекта и литературного языка.
В говоре наблюдается ряд отличий от литературного языка в употреблении падежных форм. В то же время парадигма склонения имён существительных совпадает в дёмском и нижнебельско-икском говорах.
| Падеж            | Склонение в нижнебельско-икском говоре | Склонение в нижнебельско-икском говоре | Склонение в литературном языке | Склонение в литературном языке |
| ---------------- | -------------------------------------- | -------------------------------------- | ------------------------------ | ------------------------------ |
| Именительный     | боҙай (пшеница)                        | кеше (человек)                         | бойҙай                         | кеше                           |
| Родительный      | боҙайның/боҙайнын                      | кешенең/кешенен                        | бойҙайҙың                      | кешенең                        |
| Дательный        | боҙайға                                | кешегә                                 | бойҙайға                       | кешегә                         |
| Винительный      | боҙайны                                | кешене                                 | бойҙайҙы                       | кешене                         |
| Местно-временной | боҙайҙа                                | кешеҙә                                 | бойҙайҙа                       | кешелә                         |
| Исходный         | боҙайҙан                               | кешеҙән                                | бойҙайҙан                      | кешенән                        |

| Падеж            | Склонение местоимений «мин» и «ул» в говоре | Склонение местоимений «мин» и «ул» в говоре | Склонение местоимений «мин» и «ул» в литературном языке | Склонение местоимений «мин» и «ул» в литературном языке |
| ---------------- | ------------------------------------------- | ------------------------------------------- | ------------------------------------------------------- | ------------------------------------------------------- |
| Именительный     | мин (я)                                     | ул/ал (он)                                  | мин (я)                                                 | ул (он)                                                 |
| Родительный      | минең                                       | аның                                        | минең                                                   | аның                                                    |
| Дательный        | миңә                                        | аңа/аңар                                    | миңә                                                    | уға                                                     |
| Винительный      | мине                                        | аны                                         | мине                                                    | уны                                                     |
| Местно-временной | миндә                                       | анда                                        | миндә                                                   | унда                                                    |
| Исходный         | минән/миннән                                | анан                                        | минән                                                   | унан                                                    |

В нижнебельско-икском говоре, как и в среднем говоре южного диалекта, аффиксу -лыҡ/-лек часто соответствует диалектный аффикс -лауыҡ/-ләүек: диал. саҙ[лауыҡ] — лит. һаҙ[лыҡ] (болото), диал. яр[лауыҡ] — лит. яр, яр[лыҡ] (обрыв) и др.